# 枝木蓼束丝壳
枝木蓼束丝壳（学名：Trichocladia atraphaxis）是属于白粉菌目白粉菌科束丝壳属的一种真菌，寄生在木蓼属植物上。该种分布于中国、俄罗斯、蒙古。